# Cubitanthus
Cubitanthus, monotipski biljni rod biljni rod nesigurnog porodičnog položaja. Njegova jedina vrsta opisana je prvi puta kao Russelia alata Cham. & Schltdl. 1828. Rod je isključeno iz porodice Gesneriaceae, a moguća pripadnost su porodice Schlegeliaceae i Linderniaceae. Rod i vrsta ograničeni su na brazilsku državu Bahia.

## Etimologija
Latinsko ime roda dolazi od grčkog κυβιτος kubitos = bradat, i άνθος, anthos = cvijet, aludirajući na donju usnu vjenčića prekrivenu gustim dlačicama.

## Opis
Višegodišnje zeljaste biljke s indumentumom od dugih višećelijskih dlačica. Stabljika je polegla, korijenje vlaknasto. Lišće nasuprotno, peteljka malo krilata; oštrica nazubljena, venacija perasta. Cvjetovi pojedinačni u pazušcima listova. Čašičasti listići slobodni, lancetasto zašiljeni. Vjenčić cilindričan, obrub dvousnen, gornja usna subcijela, nesavijena, donja usna 3-režnjevita, pri dnu gusto dlakava. Prašnici 4, koljenasti, prirasli uz bazu vjenčića; prašnici dvokrilni, složni u parovima. Nektarij cijeli, prstenasti. Jajnik gornji, s parijetalnim placentama, izduženi vrh, cijela stigma, malo povećana. Kapsula septicidna, s 2 ventila, uključena u postojanu čašku. Sjemenke jajolike, blago izbrazdane.

## Sinonimi
- Anetanthus alatus (Cham. & Schltdl.) Benth. & Hook.f. ex B.D.Jacks.; Index Kew. 1: 133 (1893)
- Russelia alata Cham. & Schltdl.; Linnaea 3: (1828) 3